# Doodeenvoudig/Eenvoudig dood
Doodeenvoudig/Eenvoudig dood is het 122ste stripverhaal van De Kiekeboes. Dit album voor de reeks van Merho werd door striptekenaar Kristof Fagard getekend, inkt door Peter Koeken. Het album verscheen op 24 september 2009. Het verhaal bestaat uit twee deelverhalen (Doodeenvoudig en Eenvoudig dood), die in elkaar overlopen.

## Verhaal
Het verhaal wordt beschouwd als een buitenbeentje binnen het genre van het klassiek stripverhaal. Marcel Kiekeboe, het hoofdpersonage, doet in het eerste deel van het album niet mee, hij is namelijk spoorloos verdwenen. Charlotte is ten einde raad en inspecteur Sapperdeboere heeft het te druk wanneer de populaire band The Nitwits bestolen wordt. Wanneer Marcel plots opduikt, blijkt hij gewoon het slachtoffer te zijn geworden van zijn eigen edelmoedigheid: hij was namelijk getuige van de diefstal van het materiaal van The Nitwits. Kiekeboe achtervolgde de truck met gestolen goederen, maar werd in de gaten gehouden door een andere man. Kiekeboe wordt hierbij meegenomen en vastgebonden in een afgesloten loods. Maar dan verschijnt uit onverwachte hoek een getuige ten tonele, die een heel ander licht op de zaak werpt ...

## Achtergronden bij het verhaal
- The Nitwits is een echt bestaande comedy-jazzband.
- Namen waarin een woordspeling voorkomt zijn Francis Toyota Coppola (Toyota Corolla en Francis Ford Coppola) en Nick Sanders (niets anders),
- De plaats Sint-Anijs-Western is een woordspeling op anijs, Western en Sint-Denijs-Westrem.
- De website waarop Van der Neffe probeert een nieuwe vrouw te vinden heet SecondWife en is een woordspeling op Second Life.

## Fouten in het verhaal
- In het begin van het verhaal panikeert Charlotte omdat Marcel weg is zonder GSM, maar in de flashback in het tweede deel zien we hoe hij zijn GSM moet afgeven wanneer hij gevangengenomen werd.